# Список рас и существ «Звёздных войн»
Здесь находится список вымышленных рас и существ, встречающихся во вселенной «Звёздных войн».
| # А Б В Г Д Е Ё Ж З И К Л М Н О П Р С Т У Ф Х Ц Ч Ш Щ Э Ю Я |

## А

### Адвошши
Родная планета: Алин
Раса Адвошши скрытая и неизвестная раса.
Существует легенда что их создали высшие существа, для того чтобы вывести идеальную расу, которая сможет работать беспрекословно и выполнять все приказы повелителей. Но что-то пошло не так и некоторые Адвошши не были послушными и покорными.

### Акуалиши
Родная планета: Андо.
Известные представители: Понда Баба, дебошир из Кантины в Мос-Айсли (пытался «наезжать» на Люка Скайуокера, но Оби-Ван Кеноби в схватке отрубил ему конечность, после чего инцидент был признан исчерпанным), По Нудо, сенатор от планеты Андо, член совета сепаратистов.
Раса Акуалишей разделена на три подвида: Куара и Уалаг (с пятипалыми конечностями), и Аккуала (с ластами вместо кистей рук и ног). Акуалиши — толстокожие гуманоиды с небольшими бивнями. Цвет их кожи колеблется от тёмно-зелёного или синего до красно-бурого или чёрного. Члены подвида Уалаг имеют четыре глаза вместо двух. Средний рост от 1,8 до 2 метров.
Акуалиши называют своим домом планету Андо — сплошь покрытую морями с небольшими болотистыми островками и со скалистыми обрывами.
Пришельцы говорят и читают на Аквалише. Все подвиды имеют различные диалекты, но хорошо понимают друг друга.
Акуалиши, которые покинули свою планету, часто учатся говорить на общегалактическом.
Акуалиш считается ребёнком в возрасте от 1 до 11 лет, подростком — от 12 до 16, взрослым — от 17 до 50, пожилым — от 51 до 69 и старым — от 70 до 80+ лет.
Акуалиши известны своей агрессивностью, враждебностью, неуравновешенностью и большой физической силой. Куара и Аккуала испытывают друг к другу расовую ненависть и находятся с состоянии постоянной войны, поводом для которой послужило снижение запасов ценной андоанской минеральной рыбы.
Первый контакт Акуалишей с другими расами произошёл, когда на Андо совершил посадку разведывательный корабль Дуро. Заключив перемирие, куара и аккуала объединились против экипажа, захватили и изучили корабль. Построив собственный флот, аккуалиши отправились на завоевание соседних планет и систем, но были быстро побеждены Старой Республикой и обезоружены.
Акуалиши легко интегрировались в галактическое общество и распространились по многим мирам, находя себе работу в качестве телохранителей, сборщиков налогов, наёмных убийц и преступников. Аквалиши представлены в Сенате Старой Республики.

### Алины
Родная планета: Алин.
Алины (англ. Aleena) — раса низкорослых разумных рептилий с планеты Алин. Они были членами Галактической Республики, а на их родной планете находилась республиканская ретрансляционная станция. Правил алинами король, и в период Войн клонов они находились под властью монарха по имени Манчучо.

### Амане
Родная планета: Маридун.
Примитивная раса, предпочитавшая клановый строй общества. Их рост колебался между двумя и тремя метрами, а кожа была зелёной или ярко-жёлтой. Кожа аманинов была ядовитой. Обитали в тропических лесах своей планеты.

### Анзати
Родная планета: Точно не известна. Обычно называется Анзат
Представители расы анзати внешне совершенно подобны людям. Главными особенностями анзати является их своеобразный рацион — они являются хищниками и питаются мозгом представителей других рас — и наличие пары предназначенных для питания хватательных щупалец, которые скрываются в защёчных мешках. Зрелость наступает в возрасте около 100 лет. Анзаты имеют чрезвычайно высокую продолжительность жизни (она измеряется веками) и развитую способность к регенерации. Они также владеют телепатией и развивают её в течение жизни; это позволяет им управлять другими существами, и тем обеспечивать себе пропитание. Чувствительны к Силе.
Анзати почти не изучены другими расами: экспедиции, отправляющиеся в их мир, бесследно пропадали. Поэтому многие считают анзати вымыслом и легендой. Немногочисленные свидетельства о анзати позволяют сделать вывод, что они живут поодиночке, внедряясь в галактическое общество под видом людей, и возвращаются на родину только для спаривания и воспроизводства.

### Арахноры
Родная планета: Арзид.
Неразумная паукообразная раса. Достигали двух метров роста. Обитали в лесах из огромных грибов, покрывавших поверхность планеты.

### Арконцы
Другие названия: аркона, или арконайцы
Родная планета: Кона
Известные представители: Сай Тримба, и Эль-Лес.
Гуманоиды, внешне напоминающие рептилий, с треугольными головами, шестью трёхпалыми конечностями (четырьмя верхними и двумя нижними) и мощными когтями. У арконцев ясные мраморные глаза и кожа, меняющая цвет от тёмно-коричневого до чёрного. Световое зрение слабо развито, зато у них имеются развитое тепловое зрение и сильное обоняние, органом которого является язык. Также имеют между глаз орган, усиливающий зрение, обычно ошибочно принимаемый за нос.
Планета Кона пустынна: на ней очень жарко и почти нет воды. Её атмосфера заполнена парами аммиака. За её пределами арконцы должны принимать препарат под названием «кристаллы аммиачного дактила».
Организм арконцев очень восприимчив к поваренной соли, которая вызывает у них наркотическую зависимость. Контрабандисты и преступники других рас активно пользуются этой особенностью организма арконцев, нелегально поставляя им соль в обмен на драгоценные металлы. Внешне соляная зависимость выражается в изменении цвета кожи на более тёмный и цвета глаз с зелёного на золотой. Кроме того, соль многократно увеличивает потребность арконцев в дактиле.
Арконцы вылупляются из яиц и воспринимают всех сородичей как один организм. О себе всегда говорят «мы», даже если присутствует только один представитель расы. На родной планете живут в пещерах, большими семействами, которые называются Великими Гнёздами.

### Ассемблер
Родная планета неизвестна.
Известные представители: Куд'ар Муб'ат, Бланкавизо (Орган-Бухгалтер)
Ассемблер — огромное, около 3 метров в высоту, паукообразное существо с крупным большим телом и шестью лапами. Предположительно существует в единственном экземпляре, однако лишь узкий круг лиц знает других представителей этой расы.
Ассемблер живёт в гигантской трубообразной структуре из паутины, являющейся одновременно звездолётом, домом и частью тела ассемблера. К паутине могут быть подключены различные устройства, будь то двигатели, орудия или системы жизнеобеспечения, позволяющие представителям других рас находиться в ней без опасности для жизни. Ассемблер склонен поедать все живое, не представляющее интереса и пользы, в том числе разумных существ.
Для удобства управления паутиной ассемблер создаёт себе автономные органы. Чтобы держать их под контролем, ассемблер наделяет их ровно такими интеллектуальными и физическими возможностями, какие нужны для выполнения поставленной перед ними задачи. Тем не менее узлы способны совершенствовать свои способности и формировать собственную личность. Получив собственную волю, орган предпочитает скрывать свою новообретённую самостоятельность от ассемблера затем, чтобы однажды уничтожить или покинуть его и самому стать ассемблером.
Самым известным, если не единственным, ассемблером является Куд’ар Муб’ат. Он активно сотрудничал с преступными организациями и охотниками за головами, в том числе с Бобой Феттом.

## Б

### Бесалиски
Родная планета: Оджом
Известные представители: Декстер Джетстер, повар и владелец одной из закусочных на Корусанте и Понг Крелл, джедай, участвовал в Войнах Клонов в битве за Умбару, впоследствии предал Республику, за что и был казнён. Достигают свыше 2 метров в высоту. У них очень длинная шея, почти такая же по ширине, как голова; на голове небольшой гребешок, напоминающий петушиный. Мужчины имеют четыре верхних конечности, женщины же больше. Обладают массивными, округлёнными ногами, несколько напоминающие слоновые. Свойственна недюжинная физическая сила, что наглядно показано во время сражения клонов и генерала Крелла.

### Биты
Родная планета: Кларк'дор VII
Биты — мирная высокоразвитая генетически модифицированная раса. Они обладают развитым логическим мышлением, острым обонянием, слухом и исключительной координацией движений, но практически лишены эмоций. У битхов большие глаза, гладкие лысые головы и пятипалые руки с пальцами одинаковой длины. Считается, что битхи никогда не спят и размножаются искусственно.
Прибегнуть к генной инженерии битхов заставила война, произошедшая на их родной планете. Конкуренция на рынке космического судостроения переросла в вооружённый конфликт с применением биологического и химического оружия и раса оказалась на грани вымирания.
Битхи в основном занимаются интеллектуальным трудом, а также различными искусствами. Особую известность имеют битхские музыканты. Известные представители: Фигрин д’Ан, он же «Огненный Фигрин», Дарт Тенебрус, учитель Дарта Плэгаса, учителя Дарта Сидиуса.

### Ботаны
Родная планета: Ботавуи
Ботаны — покрытые мехом гуманоиды ростом примерно 1,5 метра. Живущие на Ботавуи и нескольких планетах-колониях, ботаны отличаются строением тела и сходством с собаками, лошадьми или кошками. Раса известна искусством политики и шпионажа, любовью к интригам и увёрткам.
Ботаны входят в состав Галактической Республики, по крайне мере, с 4000 ДБЯ, хотя, скорее всего, присоединились к ней гораздо раньше. В многочисленных конфликтах, включая Галактическую гражданскую войну, ботаны официально сохраняют нейтралитет, хотя их шпионская сеть «Спайнет» активно работает на враждующие стороны, извлекая для себя выгоду.
Ботанский язык — родной язык ботанов, письменная форма которого называется бота.

## В

### Вагаари
Родная планета: Вагар Праксат
Вагаари были гуманоидной расой завоевателей и кочевников. Они имели смуглую кожу, длинные руки и два рта.
Во время вторжения юужань-вонгов выжившие вагаари заключили с ними союз, помогая им порабощать Галактику. Также вагаари изучили биотехнологии юужань-вонгов и начали их активно воспроизводить.

### Викуэй
Родная планета: Шрилуур
Родная планета Викуэй имела суровый пустынный климат, вследствие чего они приобрели жёсткую, сухую и сморщенную кожу коричневатых оттенков. Также они имели возможность общаться с помощью испускаемых ими феромонов и только чувствительный к Силе из не-викуэев мог понять такой разговор. Были склонны к клановому образу жизни.
Известные представители: мастер-джедай Сора Балк, перешедший на сторону сепаратистов, и став новым учеником и агентом Графа Дуку во времена Войн Клонов, пират Хондо Онака с Флорума, известен тем, что он захватил Графа Дуку во времена Войн Клонов и охотник за наживой Шахан Алама, участвовавший в захвате сенаторов в здании Сената и в миссии по освобождению гангстера Зиро Хатта во времена Войн Клонов.

### Вуки
Родная Планета: Кашиик
Известные представители: Чубакка (Chewbacca), а также его племянник Лоубака (Lowbacca), ставший впоследствии рыцарем-джедаем, юнлинг Ганджи, существовавший в последние годы Старой Республики 
Вуки (англ. wookie) — аборигены планеты Кашиик. Долгожители (продолжительность жизни составляет, как минимум, 300 лет). Ростом выше 2 метров. Тела вуки полностью покрыты густым рыжим мехом, и потому они обходятся без одежды. Считаются физически самой сильной расой в Галактике. Отличные воины. На своей родной планете живут в городах, расположенных на деревьях (это уберегает их от опасных хищников, обитающих на нижних ярусах леса). Во время Войн Клонов были на стороне Республики, а также помогали Повстанцам во время Галактической гражданской войны. Их раса была порабощена Империей, и с тех пор они не особо благожелательно относятся к людям.

### Вампы
Родная планета: Хот.
Гигантские (свыше 3 метров ростом), покрытые белым мехом существа; не обладают развитым интеллектом, очень агрессивны. Они дики и невероятно сильны. Являются хищниками. Живут в ледяных пещерах планеты Хот. Их основная добыча — снежные ящеры таунтауны, но они нападают и на людей, если те ненароком потревожат их (или если вампы сильно проголодаются); один из них напал на Люка Скайуокера в начале V эпизода.

## Г

### Гаморреанцы
Родная планета: Гаморр.
Довольно крупные, вонючие, свиноподобные с буро-зелёной бородавчатой шкурой антропоиды с планеты Гаморр. Являются весьма воинственной расой с матриархальной структурой общества. Известны также как «кабаны в голубых трусах». Гаморреанцы-мужчины делятся на четыре касты: вожаки (самые крупные и сильные в роду, как правило, мужья матриархов), хряки (любой женатый самец), кабаны (неженатые самцы, нанимаемые кланом в качестве воинов) и ветераны (старые самцы, неспособные к драке, но ценные для гамореанского общества из-за накопленного жизненного опыта).
Гаморреанцы распространены по всей Галактике, так как их часто нанимают в качестве телохранителей, солдат и охранников. Как военная сила они весьма агрессивны, сильны, но неповоротливы и глупы. Излюбленная тактика — ближний бой. Любимое оружие — вибро-топоры.
Один из представителей этой расы — Воорт саБиринг по прозвищу Хрюк — летал на истребителе на стороне Альянса.
Считается, что гаморреанца невозможно обучить мастерству пилота, однако вышеназванный Хрюк был результатом Имперского эксперимента. В его биохимию были внесены коррективы, и в результате он мог производить сложнейшие математические расчёты и не терял контроль над своим темпераментом и скромностью (Описано в романе Аарона Оллстона —  (недоступная ссылка)).

### Ганды
Родная планета: Ганд.
Это раса разумных антропоморфных насекомых, родом с одноимённой планеты Ганд, в атмосфере которой преобладает аммиак. Существует две
разновидности гандов: с лёгкими и без них. Первые могли дышать в атмосфере родной планеты, однако за её пределами вынуждены были пользоваться дыхательным аппаратом, как и кел-доры, в то время как другие обладали повышенной способностью к регенерации. Ганды, как и другие насекомоподобные расы, обладали хитиновым экзоскелетом, и были способны видеть в ультрафиолетовом спектре. У них огромные, сложные (как и у других насекомых) глаза, а на каждой руке всего по три пальца. Между собой они изъясняются на гандском языке, однако благодаря наличию в их организме специальных мускульно-газовых мешков могут также подражать (хоть и неидеально) звукам общегалактического языка, хотя чаще всего, чтобы не усложнять себе жизнь, пользуются услугами переводчика. Гандам от природы не требуется много времени для сна, и они способны использовать его по своему усмотрению, то есть лишь в случае когда отдых будет действительно необходим. Характерной особенностью гандов является то что они, как правило, говорят о себе в третьем лице. Чтобы получить право говорить о себе в первом лице ганд должен совершить какой-либо выдающийся поступок. После этого он становится избранным (йанвуином). Также по тому как ганд себя называет можно судить и о его чувствах, например ганд испытывающий стыд за свой поступок будет называть себя по фамилии. Общественным строем у гандов является тоталитарная монархия, поэтому они сравнительно легко ужились под владычеством Империи. За пределами родной планеты многие ганды становились наёмниками, в том числе и охотниками за головами.

### Ганки
Родная планета: Нар-Шаддаа
Загадочная раса двуногих гуманоидов, которые из-за своей врождённой агрессивности, чаще всего работают наёмными убийцами, охранниками, охотниками за головами. Откуда они родом неизвестно, больше всего их на планетах Среднего кольца, в Пространстве Хаттов, например на Нар-Шаддаа, поскольку исторически сложилось так, что именно хатты являются их самыми частыми нанимателями. Имеют привычку носить высокотехнологичную броню, покрывающую всё их тело, поэтому мало кто знает как они выглядят на самом деле. Очень нечасто выпадает случай увидеть ганка в одиночестве, чаще всего они бродят группами для выполнения своих жестоких целей. Приобрели печальную известность после событий, известных как Ганкская резня в 4800—4775 годах до битвы на Явине (массированное истребление китообразных гуманоидов порпоритов которые по вине корыстолюбивых неймодианцев попали во всё усугубляющуюся зависимость от рилла-нового наркотика, разновидности спайса, добываемого на планете Рилот. Неймодианцы в свою очередь для защиты от всё нарастающей агрессивности своих клиентов-порпоритов, которым требовались всё большие дозы, наняли несколько ЧВК, состоящих целиком из ганков, которые, недолго думая, начали полномасштабный геноцид порпоритов, затянувшийся на 25 лет и прекращённый, с большим трудом, объединёнными силами джедаев и Республики).

### Граны
Родная планета: Кинйен.
Разумные млекопитающие гуманоиды родом с планеты Кинйен, в секторе Сумитра, проживают также во множестве колоний по всей Галактике. Имеют очень характерную внешность; у них три глаза, размещённых на стеблевидных отростках, и вытянутая, похожая на козлиную, морда. Срок жизни у них примерно такой же, как у людей. При смене настроения их кожа слегка меняет цвет, что является наиболее наглядным в первую очередь для других гранов. Являются травоядными и имеют соответствующую, сложившуюся в процессе эволюции, анатомию. Очень социальные существа, в конфликт ввязываются лишь в крайнем случае, но при всём своём показном миролюбии являются, в некотором смысле, довольно ушлыми созданиями. Они, например, захватили Маластар из-за наличия там огромных залежей полезных ископаемых, и фактически обратили в рабство обитавших там дагов, что привело к резкому нарастанию у последних ксенофобии. В ответ даги начали партизанскую войну, и через 1000 лет с момента захвата планеты основательно потеснили захватчиков-гранов, по большей части вернув себе свободу и освободившись от рабства, однако полностью изгнать захватчиков с Маластара они не сумели, и при относительной свободе, так и остались для гранов существами второго сорта. К моменту начала Войн Клонов Маластар формально всё ещё находился под управлением так называемого Гранского протектората. Граны являются союзниками Империи.

### Гунганы
Родная планета: Набу.
Гунганы — это аборигены планеты Набу. Судя по их внешнему виду, их отдалёнными прапредками, от которых они произошли в процессе эволюции, были существа, напоминающие земных морских коньков. От них гунганы унаследовали способность обитать в водной среде. Но в отличие от прародителей, являются двоякодышащими — могут дышать и кислородом, растворённым в воде, и атмосферным воздухом. Строят свои города на морском дне, под водонепроницаемыми куполами. Охотно выходят на сушу и могут долго находиться вне водной среды. Некоторые из них восприимчивы к Силе.
Известные представители: Джа-Джа Бинкс, представитель расы гунганов в Сенате, Рус Тарпалс, участвовавший в битве за Набу в 32 ДБЯ как капитан и в битве за Набу во времена Войн Клонов как генерал. Скончался от рук генерала Гривуса в битве за Набу в 20 ДБЯ. Босс Лиони, главарь гунганов во времена Войн Клонов и Босс Насс, главарь гунганов во времена блокады Набу.

### Госсамы
Родная планета: Кастелл.
Госсамы — раса маленьких, похожих на динозавров существ с планеты Кастелл в Колониях. Также они колонизировали планеты Фелуция и Салукемай во Внешнем Кольце.
Достигая среднего роста чуть больше метра, госсамы имеют сморщенную кожу, удлинённую голову, сужающуюся кверху, и длинную шею. Внешний вид имел большое значение в обществе госсамов. Женщины часто подкручивали вверх волосы на затылке. Госсамы ходят на двух длинных ногах, на руках имеют по три пальца. Средняя продолжительность жизни госсама — около 75 лет.
Благодаря хитрости и проницательности, многие госсамы с Кастелла нашли работу в Коммерческой гильдии, которой во время сепаратистского кризиса и Войн клонов руководил госсам Шу Май. Кроме того, в Галактике госсамы часто промышляли торговлей, пиратством и контрабандой.
Госсамы, обосновавшиеся на Фелуции, по образу жизни и привычкам со временем стали очень сильно отличаться от своих сородичей, населяющих метрополию. Они — миролюбивые фермеры, выращивают на продажу овощи, пряности и лекарственные травы, среди которых самым большим спросом пользуется силлиум; однако значительную часть запасов силлиума регулярно отбирали пираты, и госсамам приходилось прибегать к помощи наёмников, чтобы сохранить хотя бы часть урожая.
Чувствительные к Силе госсамы встречаются редко.

## Д

### Геонозийцы (Джеозы, Джеонозийцы)
Родная планета: Геонозис.
Насекомообразные обитатели планеты красных скал Геонозиса. Геонозийцы построили странную цивилизацию, похожую по своему устройству и укладу общественной жизни на земные термитники. Так, существует два вида насекомообразных геонозийцев: бескрылые трутни, занимающиеся, главным образом, чёрной работой, и крылатые аристократы, в том числе королевские воины, служащие разведчиками и обеспечивающие безопасность ульев (есть ещё и третий вид — маленькие червеобразные существа, выводящиеся из яиц, откладываемых королевой; с их помощью она контролирует своих подданных). Подавляющее большинство геонозийцев — существа с полупрозрачными крыльями, прочной хитиновой оболочкой, обтягивающей весь скелет так, что выступает каждая кость, и ротовым аппаратом с мощными челюстями. Живут они под землёй, в огромных городах-ульях. Верховной правительницей и прародительницей геонозийцев является королева; по своим размерам она многократно превосходит любого из них.
Несмотря на все это, геонозийцы обладают выдающимися способностями в области механики и машиностроения, что не только не мешает им относиться к насилию и смерти как к развлечению, а, напротив, весьма способствует. Так, они управляют фабриками, производящими боевых дроидов, а их предводитель Поггл Меньший отвечает за производство машин смерти для Торговой Федерации.
Во время битвы на Геонозисе военным лидером был генерал Сан Фак, убитый ближе к концу сражения элитным отрядом диверсантов Дельта.
Как отмечалось выше, общество геонозийцев строго поделено на касты, но некоторые амбициозные личности стремятся к социальному росту. Для этой цели проводятся гладиаторские бои, выживший в которых поднимается по социальной лестнице или зарабатывает средства, достаточные для того, чтобы покинуть родную планету.
Известные представители: эрц-герцог Геонозиса Поггл Меньший, представитель Совета сепаратистов, королева геонозийцев Карина, генерал и помощник Поггля Меньшего Сан Фак.
Интересный факт: в играх Star Wars: Battlefront и Star Wars: Battlefront II геонозийцы — ростом гораздо ниже людей, а в фильме и игре Star Wars: Republic Commando — наоборот.

### Даги
Родная планета: Маластар.
Даги — агрессивная раса с планеты Маластар, стройные, крепкого телосложения существа с несколько гуманоидным строением и уникальным способом передвижения, образовавшимся из-за высокой гравитации на Маластаре. Для передвижения они используют свои сильные руки, а укороченные нижние конечности — для разных прочих действий. Представителем этой расы является лидер дагов и правитель Маластара Нака Урус, сыгравший важную роль в битве за Маластар во времена Войн Клонов. Также заметен даг Себульба в SW Episode 1 - гонщик на карах - главный соперник Энакена Скайуокера.

### Датомирцы
Родная планета: Датомир.
Эта раса основана на скрещивании людей и забраков. Имеют бледную кожу и волосы. У мужчин на лице растут рогообразные костяные наросты, в то время как у женщин они отсутствуют. К датомирцам относятся Асажж Вантресс, Мать Талзин (Ведьма) и Сестры Ночи, например Лайм и старая Дака. Датомирцы могут использовать своеобразную магию и воскрешать мертвых сестер ночи. Чувствительны к Темной стороне силы, но при этом не все являются темными джедаями. На планете Датомир господствуют женщины.

### Деваронцы (Деваронайцы, Деваронианцы)
Родная планета: Деварон
Деваронцы — гуманоидная разновидность разумной жизни Деварона, входящей в т. н. Область Расширения. Их родина — планета низких гор и глубоких долин, связанных тысячами рек, — не могла не наложить более чем своеобразного отпечатка на своих «детей». Так деваронцы-мужчины, как правило, неагрессивные создания с гладкой беловолосой кожей и короткими, но толстыми рогами на голове. Эти рога являются предметом гордости и тщательного ухода. В то же время женщины-деваронки покрыты густым мехом и имеют склонность к садо-доминированию. Кроме того, у мужчин из зубов наличествуют только резцы, зато женщины имеют также коренные зубы.
Деваронцы всеядны и обладают метаболизмом, позволяющим переваривать без остатка практически любую пищу, таким образом представляя собой своеобразное «безотходное пищеперерабатывающее производство».
Эта раса была одной из первых разумных существ, которая освоила астронавтику настолько, что смогла совершать межзвёздные путешествия. Таким образом, вот уже какое тысячелетие деваронцев можно видеть на космодромах самых разных планет галактики. При этом, обычно пассивные и ленивые на родине, мужчины-деваронцы в космосе становятся отважными капитанами, путешественниками, торговцами и первопроходцами. Женщины же довольствуются своей ролью матриархов в обществе и предпочитают растить молодёжь и управлять как родной планетой, так и колониями.

### Джава
Родная планета: Татуин.
Джавы — аборигены Татуина, — разумные создания, ростом приблизительно около метра (в Эпизоде IV был замечен более высокий джава, выстраивающий дроидов для показа Люку и Оуэну). Отдалённые потомки коренного населения планеты — высокоразвитой, технологически продвинутой человекоподобной расы кумумга. Задолго до основания Республики, Татуин подвергся ракатанской орбитальной бомбардировке, кумумга были почти полностью истреблены, одичали и разделились на две расы — джав и тускенов, каждая из которых эволюционировала своим собственным путём.
Чтобы защитить себя от палящего солнца пустыни, джавы постоянно носят плащи из грубой ткани, полностью скрывающие всю фигуру, оставляя видимыми из-под капюшонов только горящие глаза жёлтого цвета. (Хотя часть скрывающей «тени» — рой насекомых, летающих вокруг вонючих лиц джава). Под капюшоном они выглядят как человекоподобные грызуны. Известно ещё, что нормальная температура тела у джав — 46,7 градусов по Цельсию.
Джавы живут в пустыне небольшими кланами, около 300 особей. В каждом клане есть небольшой отряд воинов, вооружённых ионными бластерами. Половина клана живёт и работает в сандкраулерах, на которых они ездят по пустыне и продают фермерам дроидов и технику, вторая половина — в крепостях, где сосредоточена основная масса товара. Эти крепости имеют высокие стены, сложенные из больших кусков старых разрушенных космических кораблей и предназначенные для защиты от тускенов и драконов крайтов. Технику джавы, как правило, собирают по пустыне, изредка воруют у людей.
Один раз в год, перед сезоном бурь, все джавы собираются в одной из бухт Моря дюн на гигантской толкучке, где они обмениваются разнообразными новостями и товаром, заключают браки, сделки и пари. Браки джав — тот же бизнес, поэтому женихов и невест называют собирательным термином «брачные товары». Вообще торговлю членами семейства джавы рассматривают в качестве весьма полезной деловой практики, поскольку это гарантирует разнообразие кровных линий их семейств.
В Эпизоде IV, одно из племён джава нашло C-3PO и R2-D2 и продало их дяде Люка Скайуокера — Оуэну Ларсу.
Язык джава в кинофильмах был создан путём ускорения зулусской речи. Однако в Star Wars: Battlefront и Star Wars: Battlefront II использован и испанский язык: «Arriba, Arriba!».

### Джеруны
Родная планета: неизвестна.
Раса, обитавшая на краю неизведанных регионов, за пределами государства Чиссов. Обнаружены Чиссами и Новым Орденом Джедаев во время экспедиции к «Сверхдальнему перелёту» и освобождены от ига вагаари. Почти полностью истреблены в эпоху Войн Клонов; кроме того, вызванная войной экологическая катастрофа погубила их родную планету.

### Драбатаны (Драбатанцы)
Родная планета: Пипада.
Известные представители расы : Пао (Паодок'Драба'Такат (англ. Paodok'Draba'Takat), полное имя Паодок'Драба'Такат Сап'Де'Ректи Ник'Линек'Ти Ки'Веф'Ник'Не Севеф'Ли'Кек (англ. Paodok'Draba'Takat Sap'De'Rekti Nik'Linke'Ti' Ki'Vef'Nik'NeSevef'Li'Kek),[1] однако большинству он был известен просто как Пао (англ. Pao) — мужчина драбатанец, коммандос Альянса повстанцев в период Галактической гражданской войны, и принимавший участие в битве при Скарифе)
Драбатаны - рептилоподобные амфибии, имеющие огромный рот длиной со всю голову, и если уж к кому-то и применимо выражение улыбаться во все лицо, так это однозначно про них . Их голосовые связки очень хорошо развиты и не услышать драбатана просто невозможно. Если драбатан приложит усилия, он может даже оглушить кого-нибудь не говоря уже о возможности докричаться до кого-либо!
Цвет кожи драбатанцев серо-болотнозелёный, у некоторых особей между пальцев имеются перепонки, ещё у драбатанцев маленькие глаза и нет носа: вместо него они дышат особыми жабрами, которые способны поглощать воздух и на суше,а кожа драбатанов очень «морщинистая» . Родной мир драбатанов Пипада,  стоит догадаться что там много водоёмов, так как данных об этой планете как и о её местоположении в галактике на сегодняшний день нет. Драбатаны появлялись лишь в фильме Изгой-один : Звёздные Войны Истории , книгах к данному фильму , в мобильных играх Звёздные Войны Вторжение , Звёздные Войны : Арена Силы , Звёдные Войны : Галактика Героеви ,а также в игре Battlefront и Battlefront 2 в связи с чем информации о них к сожалению очень мало.

### Дроллы
Родная планета: Дролл.
Одна из рас, обитающих в знаменитой Кореллианской системе. Родной планетой дроллов является Дролл. Внешне напоминают прямоходящих грызунов. Дроллы — заядлые домоседы и гостеприимные хозяева. Благодаря этому, Дралл популярен у туристов, которые прилетают посмотреть на Кипящее Море и разноцветных пернатых иботов. Отличаются благородством и умом и известны как прекрасные исследователи.

### Дулоки
Родная планета: Эндор.
Соседи и родичи эвоков, но, в отличие от них, обитают на болотах. По сравнению с эвоками выглядят более худощавыми, имеют более короткую шерсть зеленоватого оттенка.

### Дуросы
Родная планета: Дуро.
Дуросы, иногда называемые дуросианцами, — гуманоидная раса с планеты Дуро, одна из первых в Галактике освоившая межзвёздные путешествия.
Родной мир дуросов находится на пересечении Кореллианского торгового маршрута и Дуросского пути, двух важнейших гиперпространственных маршрутов, соединяющих Дуро с крупными коммерческими центрами. Планета Дуро — мир экологической катастрофы, которая является результатом стремительного развития промышленности. Большинство дуросов живут на 7 орбитальных станциях. Представитель данной расы — наёмник Кэд Бейн из сериала «Войны Клонов»

## Е

### Еркчи
Серовато-коричневатые создания с запахом изо рта. Обладают способностью к телекинезу.

## З

### Забраки
Родная планета: Иридония.

Дарт Мол из расы забраков.

Забраки, также известные как Иридонианцы (когда речь идёт о забраках с планеты Иридония), — гуманоидная раса с Иридонии, планеты Среднего Кольца, известной суровым климатом и опасными хищными формами жизни. Раса имела острое чувство самоопределения, независимости и доминирования.
Забраки — гуманоиды с торчащими на голове рудиментарными рожками и хорошо развитой силой воли. Вид разделён на множество различных подвидов, отличающихся различными формами рогов. Забраки также любят делать на своих лицах запутанные татуировки, предназначенные для отражения их индивидуальности.
Забраки одни из первых освоили космические путешествия, именно они исследовали бо́льшую часть Галактики. Их родной мир Иридония — пугающая жестокая планета, которая заставила многих забраков поселиться на других мирах, включая Талус (Talus), Датомир (Dathomir) и Кореллию (Corellia). Они также основали восемь колоний в Срединном Пределе (Mid Rim, также: Срединные Территории), из-за чего большинство забраков, прежде всего, отождествляют себя со своими колониями. Все члены вида говорят на Забракском и Основном языках, но они также могут осваивать и местные языки.
В соответствии со свойственным забракам духом первооткрывателей, о них обычно судят как о личностях независимых и волевых. Иридония и основные колонии стойко сопротивляются контролю Галактической Империи, хотя некоторые индивидуумы-забраки и стали её прислужниками. В ответ на вызывающее поведение забраков, Империя начала вводить войска в их миры-колонии и подчинять себе их производственные мощности. Это вынудило многих забраков вновь вернуться к кочевому образу жизни в космосе.
Забраки (как мужчины, так и женщины) — гордые, сильные и уверенные существа. Они верят, что нет ничего действительно невозможного, и будут постоянно стремиться доказывать скептикам неправильность их суждений. Некоторые забраки придерживаются мнения о своём полном превосходстве над другими видами; они часто обсуждают достижения своего народа и родных колоний с гордостью, которая может граничить с высокомерием. Как воины или разведчики, забраки склонны быть самоотверженными, сильными и чрезвычайно сосредоточенными.
Забраки всё ещё рассматриваются как наиболее видные исследователи Галактики, но их индивидуальность, инстинкты выживания и невероятная сила воли позволяют представителям этого народа преуспевать практически во всех профессиях, связанных с приключениями и рискованными предприятиями.
На настоящий момент известны всего 7 забраков, на которых можно обратить внимание: Мол, Бао-Дур, Марис Бруд, джедаи Аген Колар и Иит Кот, наёмница Суги, а также братья Мола: Саваж Опресс и его младший брат Ферал (последние трое являются персонажами мультсериала «Звёздные войны: Войны клонов».

### Зайгеррианцы
Родная планета: Зайгеррия.
Гуманоидная раса, эволюционировавшая из кошачьих. Ростом и телосложением очень похожи на людей; отличительные особенности — крупные остроконечные шерстистые уши, золотисто-жёлтые глаза и когти на пальцах вместо ногтей. Чрезвычайно красивые внешне, но исключительно жестокие и бессердечные. Их цивилизация основана целиком и полностью на рабском труде, а работорговля — главный источник дохода; зайгеррианский рынок рабов известен далеко за пределами их мира (именно зайгеррийцы когда-то продали Энакина Скайуокера и его мать в рабство). Не́когда могущественная империя зайгеррианцев была уничтожена джедаями, но они мечтали возродить её и вновь властвовать в Галактике; ради этого заключили союз с сепаратистами.
Известные представители: королева зайгеррианцев Мираж Скинтел, самолюбивый лидер Дартс Д’Нар и начальник тюрьмы с рабами на Кадаво Аргус.

### Зверь Зилло
Родная планета: Маластар.
Гигантские существа с очень крупной головой на непропорционально тонком туловище. Глаза зелёные, флюоресцирующие. Имеют пять конечностей (три верхние и две нижние) и длинный хвост с шипами на конце. Конечности трёхпалые, очень длинные и гибкие, по толщине почти такие же, как туловище. Всё их тело покрыто пластинами невероятно прочной брони, которую невозможно пробить никаким оружием. Образ жизни и физиология неизвестны, но есть основания полагать, что они разумны.
Долгое время Зверь Зилло обитали в подземных глубинах Маластара, не беспокоя обитателей поверхности; даги столкнулись с ними, когда стали разрабатывать полезные ископаемые своей планеты. Много шахтёров погибло, пока не выяснилось, что топливо, которое даги получали из добываемого сырья, смертельно опасно для Зверя Зилло. Все они были истреблены, за исключением одного, последнего представителя вида, который впал в анабиоз и был пробуждён взрывом, когда на Маластаре были проведены испытания нового оружия. По приказу канцлера Палпатина Зверь Зилло был перевезён на Корусант для изучения, но вырвался на свободу и устроил большие разрушения, так что его пришлось умертвить.

### Зелтроны
Родная планета: Зелтрос.
Близкая к людям раса, родом с планеты Зелтрос, отличается красноватым цветом кожи и волос. И мужчины, и женщины весьма романтичны и очень любвеобильны. Женщин этой расы люди считают очень привлекательными. Зелтроны поощряют поиск удовольствия в любых его формах. Известны как беззастенчивые гедонисты. Они от природы являются эмпатами, способны чувствовать эмоции, и настроение других живых существ, также способны выделять особые феромоны, которые расслабляюще влияют на настроение окружающих, однако могут использовать их и более избирательно, для воздействия на кого-либо конкретного. Выбрав предмет обожания, проявляют завидную настойчивость, ответа «нет» категорически не приемлют. Зелтронские куртизанки широко известны по всей Галактике. Бывают, однако, и исключения, когда зелтрон переходит к моногамии (впрочем, случается такое нечасто).

## И

### Иакару
Родная планета: Иакар.
Известные представители расы : Бистан.
Иакару — разумные обезьяноподобные существа имеющие светлую кожу и тёмно-серый иногда с фиолетовым отливом цвет шерсти. Высокий рост и хорошая мускулатура дают большую силу Иакару. Отличительными чертами Иакару является пышное телосложение, большие ноздри и длинные, но тонкие брови .
Иакару плохо переносят жару и обитают преимущественно в слегка прохладном и влажном климате густых джунглей Иакара - это их родной мир.
Ко времени битвы при Скарифе иакару были довольно редкими существами в галактике, так как эта раса не открыла технологию гипердвигателей и в целом была не очень развита. В течение почти столетия их родной мир, Иакар, посещали межзвёздные торговцы. Фармацевтические корпорации также наведывались на планету, добывая ценные органические соединения в обширных тропических лесах, покрывавших планету. Во время Войн клонов компании возвели крупные исследовательские комплексы на Иакаре, что вынудило иакару укрыться глубже в джунгли, из-за чего отношения между местным населением и пришлыми сильно натянулись. С установлением Галактической Империи и началом военной экспансии, спрос на предметы медицинского назначения сильно возрос, что привело к полномасштабной оккупации и захвату Империей Иакара.

### Иторианцы
Родная планета: Итор.
Иторианцы — относящаяся к млекопитающим разновидность разумных форм жизни, населяющих планету Итор в системе Оттега. По своему внешнему виду они весьма похожи на земных рыб-молотов. Уникальность этой расы проявляется, в частности, в том, что у каждого иторианца имеется два рта, расположенные с обеих сторон шеи. По этой причине их родной язык, базирующийся на этом феномене, не поддаётся ни изучению, ни воспроизводству, так что выезжающие за пределы родной планеты иторианцы вынуждены изучать галактический язык…
Сам по себе Итор — тропический мир, где высокие технологии и природа существуют в гармонии. Поэтому его обитатели живут в плавучих городах, названных «судами стада», где все индивидуумы обязаны подчиняться командам своих капитанов, точь-в-точь, как на настоящем корабле. Эти «города» плывут над поверхностью земли без приземления, чтобы, насколько возможно, не причинять ущерба планете. Каждое судно имеет много уровней, и все они — центры торговли, культуры и промышленности.
Подражая окружающей среде планеты, каждое судно снабжено внутренними джунглями с искусственными штормами, влажной атмосферой и пышной растительностью.
Раз в пять лет «суда стад» собираются в случайно выбранном месте, где иторианцы празднуют, дебатируют и голосуют по планетарным вопросам, касающимся всей расы. Сами же иторианцы любят путешествовать к другим мирам в караванах, торговать и познавать новое, наилучшее из других народов.

### Иктотчи
Родная планета: Иктотч.
Разумные гуманоиды с планеты Иктотч. Примечательны двумя тяжёлыми рогами по обе стороны укрупнённой головы, обычно направленными вниз. Имеют крупные конечности и грубую кожу, которая отлично защищает их от сильных ветров на родной планете. Разведчики Старой Республики, которые обнаружили иктотчи примерно за 35000 лет до битвы при Явине, были крайне удивлены тем, что их ждали. Дело в том, что древние легенды иктотчи утверждали, что за облаками планеты существует обширное галактическое сообщество — неизвестно откуда пошли эти легенды, возможно на планету уже залетали потерявшиеся звездолёты. Гуманоиды считаются провидцами, часто довольно точно предсказывают грядущие события, благодаря природной чувствительности к силе. Самыми известными представителями этой расы являются мастер-джедай Сэси Тийн, и повелительница ситхов Дарт Когнус.

## Й

### Йсаламири
Животное с планеты Миркр, обладающее способностью нейтрализовать Силу вокруг себя.

## К

### Калишцы
Родная планета — Кали.

Известные представители:Генерал Гривус.
Гуманоиды с планеты Кали. Находятся в отдалённом родстве с фаллиенами. Средний рост взрослой особи — около 2 метров. Обладают красновато-коричневой кожей, пятипалыми нижними конечностями, четырёхпалыми верхними конечностями. На верхних конечностях по два противопоставленных (больших) пальца. На нижней челюсти два клыка, растущих по обе стороны рта. Волосы калийцев обычно чёрного или тёмно-каштанового цвета; глаза, как правило, золотисто-жёлтые, с вертикальными зрачками. Калийцы способны видеть в инфракрасном диапазоне.

### Каминоанцы
Родная планета — Камино. 
Известные представители: Лама Су (премьер-министр Камино), Тон Ве, Нала Се (руководительница крупной космической медицинской станции, где лечатся раненые и больные клоны), сенатор Халле Буртони. 

Когда на Камино закончился ледниковый период, её океаны разлились от растаявшего льда, затопив всю сушу, так что местным жителям пришлось адаптироваться к изменившимся условиям жизни. Оказавшись на грани исчезновения, каминоанцы довели технологии клонирования до совершенства и взяли размножение под контроль, чтобы суметь выжить. Тяжёлая борьба за существование сделала их расой аскетов, не придающих значения материальным ценностям, обычным для других культур. Они далеки от событий галактического масштаба, и их не заботят последствия собственных экспериментов. Именно на их планете выращиваются воины для армии клонов на основе генного материала, взятого у наёмника по имени Джанго Фетт.
Будучи единственной разумной расой на покрытой водой планете, каминоанцы обладают некоторыми чертами водных обитателей — например, рудиментарным плавником на голове (у мужчин) и бледной холодной кожей. Глаза очень большие, почти чёрные, с серебристой радужной оболочкой; волосяной покров на голове и теле отсутствует. Ростом превышают людей; особенно обращает на себя внимание необычайно длинная шея. Движения плавные, несколько замедленные. Конечности длинные и тонкие, на руках по три пальца. Восприимчивы к Силе (известно, что, по крайней мере, один каминоанец входил в состав Совета джедаев). Однако их можно спутать с зексто

### Каркародонцы
Родная планета: Каркарис.
Раса разумных человекообразных акул; у них акульи головы, но плавники эволюционировали в руки и ноги. Дышат жабрами, постоянно находятся в движении. Отличаются жестокостью и воинственностью. Примкнули к сепаратистам.
Известный представитель — Рифф Тамсон. По заданию графа Дуку организовал убийство царя Мон-Кала Йоса Колины и спровоцировал сепаратистский мятеж среди куарренов, затем возглавил совместное нападение куарренов и армии аква-дроидов на мон-каламари, однако в итоге был убит в бою молодым наследным принцем Мон-Каламари Ли-Чаром.

### Куоррены
Раса человекоподобных кальмаров с планеты Мон-каламари

### Кел-доры
Кел-доры приспособлены к насыщенной гелием атмосфере планеты Дорин, и любая иная атмосфера для них смертельна; кроме того, специфический состав атмосферы, по-видимому, воздействовал и на их органы зрения. Поэтому вне своего родного мира они вынуждены носить дыхательные маски и особые очки. Кел-доры имеют долгую и достойную традицию в познании Силы — выходцы из них становятся джедаями на протяжении последних шести тысяч лет. Уравновешенные, мягкосердечные и отзывчивые, они верят в быстрое и простое правосудие. Впрочем, они нередко становятся торговцами и даже охотниками за головами. Представители расы: джедаи Пло Кун и его племянница Ша Кун

### Клатуинцы
Раса с планеты Клатуин. Представители клатуинцев выглядят как чернокожие люди с собачьей мордой и лысой морщинистой головой. Клатуинцы служат хаттам (в основном как помощники), однако во времена Гражданской войны многие клатуинцы взбунтовались. Представители расы: Барада М' Бег, Гон, Роланда Грон, Чокк.

### Клоудиты
Клоудиты или клодиты (англ. Clawdite) — гуманоидная раса с планеты Золан. Они принадлежали к числу немногих рас в Галактике, способных менять свой внешний вид. Иногда их называли «меняющиеся» или «оборотни».
Клоудиты являлись потомками золандеров, доминирующей расы Золана. Когда золандеры обнаружили, что интенсивность излучения их солнца увеличилась, они попытались изменить ген своей кожи, чтобы повысить естественную защиту от излучения. В результате появилась новая раса, клоудиты, получившая способность менять внешний вид. Изменения ограничивались необходимостью сохранять постоянной массу тела и не имели продолжительного действия. Некоторые клоудиты, как Зам Уэселл и Нури, были способны менять и массу, но такие возможности были чрезвычайно редки. Часто клоудитов путали с ши’идо, обладавших сходными способностями.
Золандеры изгоняли клоудитов и вели с ними войны, но в конце концов клоудиты одержали верх над золандерами.
Клоудиты служили Новой Республике в качестве разведчиков и диверсантов во время Войны с юужань-вонгами.
Известные представители: наёмная убийца Зам Уэселл, Нури.

## Л

### Ласаты
Раса разумных существ, почти полностью уничтоженная имперскими войсками во главе с агентом Александром Каллусом при падении их главной планеты — Ласана. Часть ласатов уцелела и укрылась на родной для ласатов планете Лира-Сане, отделённой от остальной галактики космической аномалией. Ласатом был Зеб (Гаразеб) Оррелиоз, повстанец из мультсериала «Звёздные войны: Повстанцы». Внешне ласаты выше людей, очень физически сильны, проворны, имеют по 4 пальца на руках и ногах. Голова ласата чем-то напоминает переродившегося злого гремлина из кинофильма «Гремлины». Нижняя часть ног не напоминает человеческие, а, скорее, напоминает лапы земноводных.

### Лурмены
Маленькие (почти вдвое ниже человеческого роста) существа, похожие на земных лемуров. Очень миролюбивые. Спасаясь от ужасов войны, покинули свою родную планету и переселились на планету Маридун. Однако сепаратисты избрали Маридун в качестве полигона для испытания нового смертоносного оружия массового уничтожения, и лурмены едва не погибли. С установлением власти Галактической Империи вероятно были порабощены, как и многие другие расы так называемых «экзотов» (разумных живых существ физиологически, или как-либо иначе отличающихся от эталона-людей, что по сути является форменным расизмом).

### Люди
Люди — самая многочисленная разумная разновидность, имеющая миллионы главных и незначительных колоний по всей Галактике. Родная планета Корусант(иногда является Земля, но они изменили на Корусант, чтобы эта вселенная отличалась от других и не имела связи с другими лишними). Они могут быть найдены где угодно и заняты любой из существующих деятельностей: адепты Силы, политики, военные, космонавты, наёмники, контрабандисты, торговцы, солдаты, убийцы, фермеры, учёные, лидеры преступных сообществ, рабочие и многие другие. Религия людей была очень жестокой, и в древности они уничтожали существ других рас, считая их демонами во плоти.

## М

### Мандалорцы
Мандалорцы — преимущественно человеческая цивилизация, наследники вымершей цивилизации Таунгов (англ. Taung). Родная планета человекоподобных таунгов — Корусант, за которую в древности шли жестокие истребительные войны с людьми. Примерно за 200000 лет до явинской битвы раса была изгнана людьми с планеты. После долгих лет скитаний таунги нашли пристанище на планете Рун. Через несколько тысяч лет ими была завоёвана планета, получившая название в честь легендарного вождя — Мандалора Первого. С тех пор вся раса стала называть себя мандалорцами. Наиболее известны в связи с Мандалорскими войнами, которые имели место за 4000 лет до Новой Республики. Подобно ситхам, почти вымерли, а мандалорцами стали называть себя самые разные расы, принявшие их образ жизни и философию. Самоназвание — mando (мандо). Мандалорцы очень воинственны, но не безрассудны; у них считается честью умереть в бою, они уважают силу, но обычно не держат ненависти на победившего. Изначально являлись кочевым народом. Не имеют предрассудков против других рас. Имеют крайне простую процедуру усыновления любого ребёнка, найденного на поле боя. Одна из поговорок мэндо — Aliit ori’shya tal’din, что переводится на русский как «Семья (клан) — больше чем кровь».
Во времена Войн Клонов на Мандалоре к власти пришла династия Криз, которая установила на Мандалоре мир. Но террористическая организация «Дозор Смерти» взбунтовалась: лидеры организации хотели возродить «славное прошлое» Мандалора. «Дозор Смерти» уничтожил правительницу Мандалора Сатин Криз, которая пыталась сохранить мир на Мандалоре, что привело к гражданской войне, потере независимости Мандалора и аннексии со стороны Республики.
Наиболее известные мандалорцы — Кандерус Ордо, также известный как Мандалор Великий, Джанго и Боба Фетты, герцогиня Сатин Криз, Пре Визсла, его отец Тор Визсла, премьер-министр Алмек, Кэл Скирата (усыновил элитных республиканских клонов-коммандос), Вэлон Вэу, Сабина Врен и Дин Джарин (главный герой сериала «Мандалорец»).

### Массасси
Родная планета — Явин IV, один из трёх обитаемых спутников планеты Явин. 
У них была серовато-зелёная гладкая кожа и крупные светящиеся глаза. Потомки ситхов, личных воинов и телохранителей Наги Садоу, бежавшего на Явин после сокрушительного поражения в Великой Гиперпространственной Войне, они остались верны ему. Садоу велел построить огромные храмы, служившие своего рода конденсаторами Тёмной Силы, а сам погрузился в анабиоз на шестьсот лет. К настоящему времени ни одного представителя этой расы не существует — все они были истреблены в ходе тёмного ритуала Экзара Куна, высосавшего их жизненную силу.

### Миралуки
Миралуки выглядят точь-в-точь как люди, но слепы от рождения; однако они имеют большую связь с Силой, которая позволяет им различать окружающее пространство. Поскольку вся вселенная наполнена силой, их дар совершенней любого зрения. Большая связь с силой способствует миралукам в освоении многих дисциплин джедаев, и из них получаются отличные защитники правосудия.

### Меерианцы
Коренные жители планеты Бандомир, маленького роста, седовласые. Раса, близкая к человеческой. Первые исследователи нашли их слаборазвитой расой с примитивным социальным строем, неготовыми к контактам с Галактической Республикой. Они никогда не контролировали добычу ископаемых на Бендомире, и лишь получали крохотную часть от доходов, даже когда республика признала этот народ единственным владельцем ресурсов планеты. В течение долгого времени дыхательная система меерианцев приспосабливалась к задымлённым условиям, вызванным варварской добычей полезных ископаемых. Их лёгкие способны отфильтровывать некоторые ядовитые вещества, а волосы стали формироваться из металлических частиц.

### Мон-каламари
Родная планета: Дак
На одной планете живут одновременно две расы: мон-каламари и кворрены. Они идеалисты и мечтатели. Кворрены развивались в глубинах океана планеты, поэтому, когда они поднялись на поверхность и с удивлением обнаружили более развитых родственников, первым же делом на них напали.

Мон-кала на тот момент уже имели более развитый интеллект и технологии. Когда стало очевидно, что через какое-то время они полностью истребят братьев своих меньших, гуманность мон-кала побудила их провести грандиозный социальный эксперимент. Они забрали молодняк кворренов и воспитали его в соответствии с основами цивилизации, обучив математике, философии и другим наукам. Когда умудрённый молодняк вернулся к родителям, вместо ненависти они испытывали уважение к живущим на поверхности планеты.
Помирившись, они начали сотрудничать. Так, живущие на побережье мон-кала взяли на себя функции инженеров и изобретателей, что более всего соответствовало их натуре, а предпочитающие глубину куаррены добывают металлы и воплощают идеи расы-партнёра в жизнь. Один из плодов такого союза — создание уникального флота исследовательских судов.
Так как почти вся поверхность планеты Дак покрыта водой, а большая часть суши заболочена, её население обитает в плавучих городах, похожих на айсберги.
И мон-кала, и кворрены сохраняют в своём облике много сходства с водными существами. У мон-каламари вместо рук — ласты, зазубренные края которых действуют как пальцы, а головы с крупными, чрезвычайно выпуклыми глазами, посаженными по бокам, очень напоминают рыбьи.
Представители: адмирал Акбар, Бент Эйрин, Надар Вебб (ученик Кита Фисто), принц Ли-Чар,адмирал Радус.

### Мустафарцы
Мустафарцы — разумная раса насекомоподобных гуманоидов, проживающая на вулканической планете Мустафар. Мустафарцы имели длинный нос, а их лбы были покатыми. Существовало два подвида этой расы: одни были более высокими и более тонкими, проживающие в северном полушарии планеты, другой подвид был ростом пониже, коренастей и более выносливый к климату планеты, чернорабочие, населяющие южное полушарие. Мустафарцы развились от антропоидов, чья естественная среда обитания была не такой как нынешняя, а более прохладная. Обитали они в пустотах и пещерах бездействующих вулканов Мустафара.
После глобальных климатических изменений мустафарцам пришлось переделывать весь свой образ жизни. Для защиты тел от горячих потоков лавы и испарений, мустафарцы делали себе своеобразную одежду-броню из хитинового покрытия лавовых блох Мустафара. Для передвижения использовались все те же блохи, которые помогали передвигаться через широкие лавовые реки. Даже без защитной брони, кожа мустафарцы была достаточно жестка, чтобы выдержать обычный бластерный выстрел.

## Н

### Набуанцы
Люди живущие на планете набу.
Одним из представителей была сенатор Падме Амидала

### Наутоланы
Родная планета — Гли-Ансельм. Раса гуманоидов-амфибий. Одним из самых известных представителей расы был Кит Фисто герой Войны клонов и член Совета джедаев.

### Неймодианцы
Помимо хаттов, незаконной деятельностью долгое время занималась и Торговая Федерация во главе с неймодианцами. Хотя в финансовых вопросах смелы и агрессивны, на поверку они оказываются трусливыми, жадными и своекорыстными.
Такому менталитету во многом способствуют первые годы жизни неймодианцев, рождающихся личинками, которых помещают в закрытые ульи с ограниченным количеством еды, явно недостаточным для выживания всех. Естественно, возникает жесточайшая конкуренция, в результате которой все слабые особи погибают. Когда личинки достигают семилетнего возраста, они выходят из ульев, познав страх смерти и развив накопительские способности, а также стремление во что бы то ни стало защищать нажитое, или захваченное имущество.
В неймодианском обществе показателем личного статуса являются свидетельства богатства. Поэтому неймодианцы носят особо вычурную одежду: дорогие платья и шикарные головные уборы. Высокопоставленные чиновники могут потратить невообразимые суммы на такие вещи, как бесполезное механическое кресло, которое лишь подчёркивает статус хозяина.
Известные представители: вице-король Торговой Федерации Нут Ганрей, его помощник Руне Хаако, сенатор от Торговой Федерации Лотт Дод, генерал КНС Лок Дурд и пилот корабля Торговой Федерации, блокировавший Набу в 32 ДБЯ Долтей Дофайн.

### Ни́кто
Из всех существ, находящихся на услужении у Хатта, никто — наиболее жестокие и, вероятно, самые опасные существа. Являясь рептилиями, подразделяющимися на пять различных рас, каждая из которых обладает уникальными особенностями, никто развились благодаря интенсивной естественной радиации их родного мира — планеты, вращающейся вокруг умирающей звезды М‘двешу.
Все никто, к какой бы расе они ни относились, имеют обсидианового цвета глаза, рефлекторно защищаемые прозрачными мембранами, когда их хозяин попадает под воду и в бурю. Никто имеют кожистую, рептильную кожу и различного рода рожки или шипы. Хотя эти расы и различны, но они генетически полностью совместимы и могут скрещиваться.
Когда астрономы обнаружили систему М‘двешу, там вовсю процветал странный и страшный культ, требующий гекатомбы жертв, чтобы их кровью заставить жить умирающее светило. Сотни тысяч никто пали от рук жрецов либо в результате религиозных воин, вырезаемые фанатиками. Лишь вмешательство космофлота Джабы Хатта, уничтожившего главный Храм и цитадель культистов, смогло остановить бесконечную братоубийственную войну. В благодарность за это никто присоединились к кабальному договору, поставившему их в положение слуг Хатта и его сторонников.

### Ногри
Их родина — это планета под названием Хоногр. Гуманоидная раса среднего роста, с кожей серого цвета, ногри отличаются сильно развитой мускулатурой. Кроме этого, их легко можно узнать в толпе по их крупным острым зубам, а также по большим чёрным глазам, которые дают ногри способность видеть в темноте. Также у ногри прекрасно развито обоняние, что помогает им выслеживать жертву (ведь давно уже не секрет, что многие ногри подрабатывали (и подрабатывают) наёмными убийцами). Ногри превосходно владеют навыками рукопашного боя, из оружия большее предпочтение отдают различным кинжалам, стилетам и ножам, чем бластерам. Из-за своего воинского искусства считаются одними из лучших воинов в Галактике, отличаются преданностью; однако не следует забывать, что для них превыше всего закон чести, и ради соблюдения его они могут решиться на любые, даже самые непредсказуемые действия. Многие годы служили Дарту Вейдеру (ложью заставившему их себе подчиниться), позже Гранд Адмиралу Трауну (Рукх и Хабаракх из клана Кихм’бар). Впоследствии Рукх «помог» Трауну отправиться к праотцам, а Хабаракх после освобождения своего народа от службы Империи Леей Органой Соло, до конца своих дней служил у неё телохранителем, вместе с ещё несколькими своими соплеменниками…
Наиболее известное появление ногри — в игре Star Wars Jedi Knight: Jedi Academy, в миссии на планете Йалара, где они выступают в роли охранников устройства, маскирующего планету от радаров космических кораблей. Джейден Корр уничтожил устройство, а оставшиеся в живых ногри после атаки Последователей Рагноса, по словам Люка Скайуокера, «были отправлены домой».

### Неизвестная трёхпалая раса (Тридактили)
Распространено заблуждение, что раса Йоды — это древние Уиллы, раса загадочных невысоких жёлто-зелёных существ с большими ушами, с планеты Грентарик. Многие учёные предполагают, что Уиллы появились в результате неудачного генетического эксперимента расы Раката над расой Ланников по выведению расы более чувствительной к Силе, чем они. Именно уиллы разработали вирус, уничтоживший Бесконечную империю Раката. В то время когда по всей галактике уничтожались все данные по Бесконечной империи Уиллы сохранили все данные. После падения бесконечной империи уиллы начали вести подробную историю галактики. Расположение родного мира уиллов неизвестно. В 270 ДБЯ экспедиция джедаев во главе с представителем уиллов и гранд-мастером совета джедаев (на 270 ДБЯ) Адей Ремк обнаружили родину уиллов, планету Грентарик, с тех пор планета считается нейтральной территорией, и каждые 10 лет на неё отправлялись данные по истории за эти 10 лет.
Представители: гранд-мастер Йода и мастер-джедай Йаддль
, а также Грогу, неформально прозванный «Малышом Йодой».

## О

### Омвати
Омвати — гуманоидная раса с планеты Омват, расположенной во Внешнем Кольце. Высокие и стройные, с бледно-голубой кожей. Живут в сотовых колониях.

### Онгри
Онгри — раса сходных с гуманоидами земноводных с планеты Скастелл из скопления Скастелл.

### Ортолане
Ортолане — раса коренастых двуногих толстокожих. У них большие чёрные глаза, хобот и висящие уши, что делает их похожими на небольших слоников. Цвет кожи различный у разных особей; пальцы на руках короткие, но ловкие. Ортолане пришли с холодной, богатой полезными ископаемыми планеты Орто. Наиболее известные ортолане — рыцарь-джедай Нем Бис, музыкант Макс Ребо и танцовщица Ристалл.

## П

### Патролианцы
Водная раса с планеты Патролия,

### Пау’аны
Родной мир : Утапау
Пау'аны — долговязая родственная людям раса с планеты Утапау. Также известны как утапауны и Древние из-за их длинной продолжительности жизни. Они сосуществовали на Утапау с утаями. Два вида хорошо ладили, но долговязые пау'аны предпочитали руководящую роль на планете. Из-за удаленности Утапау во Внешнем Кольце, пау'аны были изолированы по большей части своей истории. Тем не менее, они сыграли свою роль в галактических событиях в 19 ДБЯ, когда Конфедерация независимых систем завоевала Утапау. Пау'аны выступили против Конфедерации с помощью Республики, а позже против Империи, из-за чего имперцы взяли под свой контроль их планету после провозглашения Декларации Нового Порядка.
Являясь разумной около-человеческой расой Пау'анов или Утапаунов, как они себя когда-то называли, ростом они были выше человека, около 1,9 метра. Они были лысыми и их голова была полосатой с морщинами на серой коже. Пау'аны весили в среднем семьдесят килограммов. Пау'аны имели большие, глубоко посаженные черные глаза в красных глазницах и неровные, клыки, как зубы, используемые для разрыва сырого мяса, так как они были плотоядными. У них была бледная, морщинистая кожа, в связи с тем, что они жили в воронках на Утапау, дававшие им ограниченный доступ к свету. Эти черты вызвали у некоторых рассматривавших их страх. Тем не менее, пау'аны как общество в целом были доброжелательными, и были рады приветствовать гостей в их часто упускаемом из виду мире. Пау'аны имели длинную продолжительность жизни, до 700 лет, гораздо дольше, чем утаи, другой вид родом с Утапау. Это принесло им прозвище « Древние». Члены вида смогли видеть также в темноте. Пау'аны имели четыре пальца рук и ног, но были более подвижны, чем они казались. Они часто носили сложную одежду, предназначенную для повышения их впечатляющего роста. Большинство пау'анов говорили и на пауанском и галактическом языках.

### Пайки
Родной мир : планета Оба-Диа
Пайки разумная раса гуманоидов с планеты Оба-Диа во Внешнем Кольце. Большинство представителей вида являются криминальными личностями, в частности, торговцами спайсом.
Пайки выглядят худыми гуманоидами с необыкновенно большим черепом и шеей, а также маленьким лицом. Руки и ноги вытянуты и имеют три пальца. На подбородке у представителей вида, по крайней мере у мужчин есть две трубочки, но их предназначение неясно.

## Р

### Раката (Ракатанцы, Строители)
Родная планета: Раката Прайм (позже дано название Лехон; местонахождение планеты неизвестно).
Раката — некогда высокоразвитая раса, сумевшая примерно за 10000 лет непрерывных войн захватить почти всю известную галактику. Но невообразимое их могущество и жестокость повлекли за собой недовольство, а затем и бунты захваченных народов (рабов). Обозначая границы своей империи, на крайних планетах были размещены Звёздные карты, ведущие к величайшему творению ракат — Звёздной кузнице. Именно по таким картам Дарт Реван и нашёл Звёздную кузницу (карты располагались на планетах Дантуин, Татуин, Манаан, Коррибан и Кашиик). Считается, что примерно за 25200 лет до Явинской битвы, Империя Раката пала из-за разрушительной гражданской войны (за обладание Звёздной кузницей), а также эпидемии болезни. Также эта раса имела восприимчивость к Силе, однако вполне осознанно отдавала предпочтение Тёмной стороне. После они вернулись в свой родной мир-планету Лехон. На ней Раката разделились на два племени — дикари и Старшие. На ней и встретил, двадцать одно тысячелетие спустя, Дарт Реван их деградировавших потомков, дважды использовав в своих целях.

### Родианцы
Существа с пупырчатой зелёной кожей (у молодых особей цвет кожи довольно яркий, но с возрастом приобретает сероватый оттенок), фасеточными глазами, гибким рылом, заострёнными ушами, небольшими рожками-антеннами на голове и длинными пальцами, заканчивающимися присосками. Жадные и безнравственные, родианцы не пользуются ни малейшим доверием и уважением других рас. На своей родной планете Родия они были самыми агрессивными охотниками, и когда истребили все другие живые виды, принялись истреблять друг друга, а выйдя на просторы галактики, многие родианцы стали наёмными убийцами.
Несмотря на то, что история родианцев отмечена многочисленными и жестокими межклановыми войнами, у них богатая культура. На каком-то этапе жизни осознав, что они движутся к самоуничтожению, родианцы решили разыгрывать насилие на сцене, никого не убивая. Ранние пьесы представляли собой не более чем притворные побоища, однако последующие поколения превратили родианскую драму в настоящее искусство. Родианцы — первоклассные драматические актёры, и их игра ценится во всей галактике. Женщины-родианки бывают очень красивыми даже по меркам других рас (по крайней мере, одна из них находилась в гареме Джаббы Хатта).
Наиболее известный представитель расы — Гридо. Одно время он жил на планете Татуин и был другом детства Энакина Скайуокера; впоследствии избрал карьеру наёмного убийцы и киднэппера, принимал участие в похищении дочерей барона Папанойды, затем работал на Джаббу Хатта, но был убит Ханом Соло в фильме «Новая надежда». Известными родианцами являются также джедай Болла Ропал и Онаконда Фарр — действующие лица мультсериала «Звёздные войны: Войны клонов». Онаконда Фарр — представитель Родии в сенате Республики и хороший знакомый Падме Амидалы (та называет его просто «дядя О́на»). Некоторое время склонялся к сотрудничеству с Торговой Федерацией, но вскоре разочаровался в ней и стал активно поддерживать Республику; однако, будучи убеждённым пацифистом, выступал за свёртывание производства клонов и сокращение военных расходов и был отравлен сторонниками эскалации военных действий.

## С

### Салластиане (суллустиане, суллустианцы)
Раса небольших разумных грызунов, которая населяет подземные пещеры вулканической планеты Салласт с неприветливой атмосферой, полной чёрных облаков, вулканической золы, пыли и ядовитых паров. Аборигены вынуждены почти всю свою жизнь оставаться в созданной ими же прохладной, влажной окружающей среде пещер, и выходят на поверхность только на очень короткие периоды времени.
Физиология саласстиан хорошо приспособлена к подземному образу жизни. Так, их большие чёрные глаза превосходно видят в тусклом свете, а крупные заострённые уши делают их чрезвычайно чувствительными к даже самым слабым колебаниям звука. Язык саласстиан, который звучит подобно быстрой болтовне, включает в себя чрезвычайно тонкие звуковые колебания, которые только они же сами могут воспроизвести и почувствовать. Благодаря этому обитатели пещер очень любят музыку, пишут очень красивые концерты и отлично играют на разного рода музыкальных инструментах. Что ещё более важно, врождённое чувство направления помогает им запоминать с первого взгляда любой, даже самый сложный, маршрут, и поэтому многие салластиане становятся пилотами и штурманами космических кораблей.
Наиболее известные представители: Ниен Нунб, повстанец, будучи активным в дуэте с Лэндо Калриссианом в битве при Эндоре и Боркус, владелец харчевни в малонаселённом городке на Абафаре, сделавший клона-капитана Грегора рабом и посудомойщиком.

### Селкаты
Родная планета: Манаан. Похожи на антропоморфных скатов с сине-зелёным оттенком кожи. Срок жизни у них достигает 100 лет. Владеют секретом изготовления кольто-вещества, которое раньше, когда бакта ещё не была так распространена, очень ценилось в медицине из-за своих уникальных свойств. Отличные пловцы. Имеют выпускаемые ядовитые когти, использование которых в бою селкаты считают верхом несдержанности. Ранее были известны своим миролюбием, однако впоследствии некоторые из них становились наёмниками. Живут в огромных подводных городах на дне океана. Известные представители-наёмники Чата Хайоки, и Манту, а также мастер-джедай Наро.

### Селониане
Одна из трёх рас, составляющих (наряду с людьми и дроллами) население Кореллианской Системы. Обитают в пещерах и подземных туннелях планеты Селлония

### Ситхи
Ситхи (более правильная фонетическая транскрипция — Ситы (англ. Sith) [Sɪθ]) — раса, к которой принадлежал Нага Садоу (5000-4400 лет до первого эпизода). Ситхи были инсектоидной расой, чувствительной к тёмной стороне силы. Однажды на родную планету ситхов, Коррибан, прибыли изгнанные тёмные джедаи; благодаря своим познаниям в Силе они захватили власть над населением планеты, и стали называться владыками ситхов. Уже в период Старой Республики раса ситхов считалась вымершей, и под этим именем понимались «обычные» тёмные адепты Силы, состоящие в Ордене Ситхов.

## Т

### Тогнаты
Тогнаты разумная раса с планеты Яр-Тогна. Представителями этой расы являлись наёмники Эдрио «Две Трубы» и Бэнтик из Изгой Один : Звёздные Войны Истории

### Тисспиасцы
Родная планета: Тисспиас
Разумные змееподобные пресмыкающиеся, отличающиеся наличием длинного, до 2-х метров хвоста, двух пар рук (при этом передняя пара больше и сильнее, а вторая пара обычно скрыта под одеждой, так как у тисспиасцев считается неприличным показывать их), а также длинной, пышной бороды у мужчин, которая защищает их от кусачих паразитов, которыми кишмя кишит их родная планета. Самым известным представителем этой расы был мастер-джедай времён Войны Клонов Оппо Ранцизис.

### Тёлзы (Талзы , Тальцы)
Родная планета: Алзок-3 (также обитают на планете Орто-Плутония)
На планете царит ледниковый период, и её коренные обитатели приспособились к холодному климату. Их тела полностью, с головы до пят, покрыты густым белым мехом, что придаёт им сходство с вампами с планеты Хот; однако, в отличие от вамп, телзы — разумные существа. Ростом они заметно превышают людей; у них сравнительно крупные круглые головы с небольшим хоботком вместо рта и носа и с двумя парами глаз (это позволяет им одинаково хорошо видеть и днём, и ночью). Тёлзы свободолюбивы, храбры и умеют себя защитить; хотя они ещё не знают огнестрельного оружия, но и без него легко справляются с дроидами сепаратистов.

### Тви’леки
Родная планета: Рилот.
Характерной чертой расы являются два длинных отростка на голове (лекку), которые у основания имеют размер ровно в пол-головы и сужаются к кончикам. Лекку свисают с головы до пояса и выполняют функцию сенсоров; при помощи гиперчувствительности отростков тви’леки могут улавливать радиоволны. Одежды практически не носят — её заменяют ленты, повязанные вокруг тела; такими же лентами женщины обвивают свои лекку, наподобие кос. Цвет кожи меняется от бледного до красного, но чаще всего (особенно у женщин) имеет различные оттенки голубого. Тви’лекки расположены к владению силой и могут обучаться искусству джедай. Известные представители: Биб Фортуна, Инетри Идассен, рыцарь-джедай Эйла Секура, сенатор Орн Фри Таа, Чам Синдулла, его дочь Гера Синдулла, Владыка Копеж и  Ула (некоторое время была фавориткой Джаббы, но затем отдана на растерзание ранкору).
Женщины этой расы очень часто становились излюбленной добычей работорговцев из-за своей природной красоты; они пользовались большим спросом на рынках рабов как искусные танцовщицы, певицы и актрисы. Генетически совместимы с людьми, могут вступать с ними в браки и производить жизнеспособное потомство. Известные представительницы: Линн Ме.

### Тогруты
Известные лица: магистр-джедай Шаак Ти, координатор повстанческих ячеек Асока Тано и губернатор Кироса Рошти.
Раса гуманоидов с планеты Шили. У тогрутов может быть кожа самых разных цветов, преимущественно красного. Отличительной особенностью этой расы является наличие от двух до четырёх отростков на голове (монтралов), с помощью которых тогруты способны на пассивную эхолокацию. Кроткие и миролюбивые существа; большинство тогрутов посвятило себя занятиям искусством и достигло в этом немалых успехов, тем не менее при необходимости самозащиты показывают себя как весьма способные бойцы.

### Тогорианцы
Тогорианцы — фелиноиды, населяющие планету Тогория. В книге Энн Криспин «Хан Соло и все ловушки рая» они описаны как очень высокие существа, подобные пантерам. Большинство — более двух метров ростом, покрыты шерстью, имеют развитую мускулатуру. Их мускулистые, жилистые тела с длинными конечностями великолепно приспособлены для быстрого передвижения как по лесу, так и открытой местности. Основное занятие мужчин — охота, при этом они используют летающих рептилий мосготов в качестве ездовых животных. Женщины же славятся своим техническим мастерством, разводят бистов и этело на мясо. Раз в год, мужчины возвращаются в города для спаривания. Очень часто тогорианцы становятся пиратами и наёмными убийцами.

### Тойдарианцы
Голубокожие летающие существа, напоминающие насекомых. Дальние родственники хаттов, как и т’ланда Тил тойдарианцы также устойчивы к внушению с помощью Силы. Их тело покрыто щетиной, только на лице, возле маленьких клыков-бивней её нет. Тонкие ноги тойдарианцев заканчиваются перепончатыми лапами, а самцы обычно имеют редкие бакенбарды.
Известные тойдарианцы: Уотто — рабовладелец маленького Энакина Скайуокера и его матери, царь Катуунко.

### Трандошане
Раса двулапоходящих ящеров с планеты Трандошан. Кожа у разных особей окрашена в различные оттенки зелёного, жёлтого или коричневого цветов; глаза жёлтые или оранжевые, с поперечным щелевидным зрачком. Плохо видят ночью.
 Несмотря на огромные пасти с острыми зубами, трандошане выглядят довольно забавными и не кажутся опасными, но это впечатление обманчиво — они известны своей необоснованной агрессивностью. Представители этой расы ненавидят расу Вуки. Время от времени они подрабатывают грабежами, работорговлей, наёмничеством, но чаще всего выступают в качестве космических старьёвщиков. 
Любимая забава богатых трандошан — охота; однако дичью служат не звери, а представители разумных рас, которых специально для этой цели отлавливают по всей Галактике.

Наиболее известные представители: «охотник за головами» Босск, его родной отец и конкурент Крадосск, Га Нахкт (торговец космическим утильсырьём; подобрав потерявшегося во время сражения робота R2D2, намеревается продать его генералу Гривусу), Нейт Муверс (опасный головорез и торговец краденым оружием на Корусанте), Гарнак

### Таскены
Таскены, или «песчаные люди» — примитивные кочевые племена Татуина, враждебные по отношению к местным поселенцам. «Народом песков» их назвали из-за жизни в пустыне; это название было распространено примерно в 4 000 ДБЯ. Однако в поздние времена после нападений на Форт Тускен в 98-95 ДБЯ раса получила название «тускенских разбойников».
Учёные, изучающие прошлое тускенов, используют название «горфа», чтобы определить их раннюю оседлую культуру, а также «кумумга» для обозначения самой первой разумной цивилизации на планете, которая считается предшественником как горфа, так и джав.
В противоположность не любящим одеваться тви’леккам, тускены полностью скрывают своё тело под тяжёлыми глухими одеждами, головы обматывают тряпичными полосами, закрепляя ими дыхательную маску и защитные очки. Увидеть лицо тускена, особенно без его на то согласия — страшнейшее и смертельное оскорбление. Пол ребёнка, зафиксированный при рождении, учитывается только при заключении свадеб, на которых во время особого ритуала смешивается кровь двух песчаных людей с кровью их ездовых животных бант. И лишь после этого в отдельной палатке, полностью уединившись от кого бы то ни было, молодожёны могут увидеть истинный облик друг друга.
О биологии тускенов мало что известно, но учёные сходятся в одном — несмотря на внешнее сходство с гуманоидами и, в частности, с людьми, тускены таковыми не являются. Лицо этих существ полностью закрыто кусками тряпки. Тускены смотрят через металлические трубки, прицепленные к глазам; эти трубки предотвращают попадание песка в глаза, одновременно ухудшая уровень видимости. В районе рта находится устройство, с помощью которого тускены дышат. Оно фильтрует воздух от песка, одновременно остужая и увлажняя его. Такое устройство максимально облегчает жизнь тускенам в жестоких пустынях Татуина.
У тускенов поистине мистическая связь со своими бантами, огромными животными, отдалённо напоминающими земных яков и мамонтов. Тускен, лишившийся банты, становится изгоем и должен странствовать в пустыне в одиночку до тех пор, пока ему не посчастливится встретить новую банту, а банта, чей наездник погиб, впадает в депрессивный психоз, и её навсегда отпускают в пески.
Вообще, песчаные люди крайне агрессивны, зачастую без всяких видимых причин (в этой связи достаточно вспомнить, что само название «тускенские разбойники» появилось после того, как ими был зверски уничтожен форт Тускен, построенный поселенцами на их священной земле), но, несмотря на это, они твёрдо придерживаются глубоко укоренившихся обычаев. Так, например, от юных всадников требуется доказать зрелость, пройдя испытания, из которых самое суровое требует выследить и убить крайт-дракона.
Поскольку письменности у песчаных людей нет, то наибольшим уважением в тускенском клане пользуется сказитель. Ему известна история жизни каждого члена клана, он знает историю всего клана. От сказителя требуется дословное запоминание, что ликвидирует всякую возможность неверной интерпретации истории или её искажения. Одно-единственное неправильно произнесённое слово при рассказе означает смертный приговор рассказчику.
Кочевники-тускены не строят никаких постоянных убежищ, обычно живут в палатках и держат немного имущества. Их главное достояние — вооружение; тускены умеют пользоваться бластерами, но излюбленный вид оружия у них — гадерффай (двуручный топор). По социальной же иерархии, «песчаные люди» не делают никакого различия между мужчинами и женщинами: и те и другие живут, в полную силу исполняя все обычаи и традиции. Язык тускенов по большинству представляет собой неразборчивую комбинацию согласных и сердитых рычаний.
От влагоуловительных ферм песчаные люди держатся в стороне; лишь иногда случаются их нападения на самые отдалённые поселения, но если это происходит, то нападения бывают очень жестокими (во время одного из таких нападений тускены похитили мать Энакина Скайуокера и около месяца держали её в плену; Энакин, узнав об этом во время своего пребывания на Набу, поспешил на Татуин, чтобы её освободить, но она умерла у него на руках, и тогда он в гневе уничтожил целое стойбище тускенов со всеми его жителями). 
 Отдельные учёные заявляют об органическом происхождении тускенов, но проведённые вскрытия немногих мёртвых тел не подтвердили подобную гипотезу.

## У

### Утаи
Являясь малорослыми и пухлыми, утаи имели бледную безволосую кожу и обладали выдающейся вперед головой. На ней располагались два блестящих черных глаза на толстых стеблях, а также небольшой, сморщенный рот. Утаи обладали двумя руками с четырьмя пальцами и ногами с двумя пальцами. Срок жизни у утаев был меньше, чем у их соседей пау'анов. Утаи предпочитали работать руками и в конечном итоге развили острое ночное зрение. Всеядные по своей природе, утаи предпочитали приготовленное мясо сырой пище и искали её в пещерах, которые пересекали ущелья.
История
Древняя раса миниатюрных гуманоидов, эволюционирующих на планете Внешнего Кольца Утапау, утаи устроили свои дома в туннелях и пещерах среди ущелий их родного мира, колонизировав их задолго до того, как поверхностные обитатели пау'аны были вынуждены укрыться в воронках из-за гиперштормов, которые сделали жизнь на поверхности невыносимой. Работая вместе, утаи позволили пау'анам взять на себя инициативу в решении всех социальных вопросов, хотя утаи и составляли более семидесяти процентов населения Утапау. Взяв на себя административные функции, пау'аны, предоставили утаям роль рабочих в ветроэнегетике. Несмотря на свою роль рабочих в обществе, утаи не подвергались жестокому обращению и предпочитали свой статус рабочих. Многие утаи работали как наездники варактилов и ловцы дактиллионов, так как они обладали врожденной способностью общаться с животными. В то время как утаи не занимал места в Комитете Утапауан, их представлял местный магистр администрации порта, пау'ан, который обеспечивал их всем необходимым

### Убезийцы
Гуманоидная раса родом из системы Уба. Из-за техногенной катастрофы в этой системе большая часть населения погибла, а выжившие с тех пор обитают лишь на планетах Уба ІV и Убертика. Почти никогда не появляются на людях без «фирменных» доспехов и тяжёлого шлема с голосовым модулятором, с помощью которого говорят, поэтому и славятся как таинственные кочевники. Отличаются своенравным и вспыльчивым характером, а также склонностью к ксенофобии, поэтому выбирают для себя в основном профессии наёмников, работорговцев, охотников за головами.
Под представителя этой расы замаскировалась сенатор Лея Органа, чтобы проникнуть в резиденцию Джаббы Хатта ради спасения Хана Соло.

### Угноты (Угнауты)
Угноты — имеющие сходство со свиньями гуманоиды с планеты Джентес. Угноты трудолюбивы, а их общество промышленно развито. Несмотря на маленький рост, сильны и выносливы, живут примерно 200 лет. Незаменимые специалисты и работники на тяжёлых, вредных и опасных производствах, а также при обслуживании сложных технических устройств. Имеют богатую устную традицию. Мы могли наблюдать их в 5 эпизоде на Беспине (в Облачном Городе, где занимаются добычей газа тибанна) , в мультсериале Повстанцы , мельком в других произведениях далекой далекой галактики

## Ф

### Фаллиины
Раса ящероподобных существ с зелёным цветом кожи. Аборигены планеты Фалиен. Известны своим врождённым высокомерием и любовью к роскоши, а также способностью выделять специфические феромоны, которые действуют возбуждающе (и не только) на оба пола (кроме существ, иммунных к воздействию феромонами, или не обладающих интеллектом). Известно также, что большая часть их расы была уничтожена из-за биологической катастрофы на Фаллиине (из подземной лаборатории Империи вырвался какой-то экспериментальный вирус, и Дарт Вейдер, опасаясь распространения заразы, лично приказал запустить процедуру полномасштабной стерилизации поверхности планеты, из-за чего, собственно говоря, и погибло почти все её население).
Одним из известных представителей является принц Ксизор, один из немногих выживших после той катастрофы, в дальнейшем «левая рука» Императора, тайный лидер преступного синдиката «Чёрное Солнце», и личный враг Дарта Вейдера (из-за того самого, принятого им много лет назад рокового решения, поскольку тогда погибла семья Ксизора), только и мечтающий, как бы занять его место при дворе Сидиуса, а также известный на весь Корусант ловелас.

### Фелуцианцы
Аборигены планеты Фелуция. Джунглевые фелуцианцы (др. вариант перевода — лесные фелуцианцы) (англ. Jungle Felucian) — одна из двух рас фелуцианцев на планете Фелуция. Эти амфибии покрыты разноцветной шерстью. Цвет шерсти зависит от касты фелуцианца. Синяя шерсть — каста воинов, красная шерсть — каста шаманов, жёлтая шерсть — каста вождей. Также они несколько отстали в развитии, но, несмотря на это, они восприимчивы к Силе, особенно к Тёмной стороне, которая усиливает их, но превращает в кровожадных уродцев. Делятся на шаманов и воинов. Вооружены кривыми клинками и копьями из костей ранкоров. Поклоняются их Древнему Божеству: самому большому Сарлакку во Вселенной. Также они приручают тамошних животных — ранкоров. В космос ни разу не вылетали. Представителей не имеют. Лидерами в одно время были джедаи Шаак Ти и её падаван Марис Бруд.

### Финдианцы
Коренные жители планеты Финдар. Неуклюжие гуманоиды с длинными руками до коленей. Средний рост — 1,7 метра. Кожа смуглая, иногда с белыми пятнами и белыми кругами вокруг жёлтых глаз. Финдианцы имеют культурную особенность, которую остальные жители галактики находят раздражительной, в разговорах они любят преувеличения, сарказм и часто избегают основной темы. Также они известны искренней привязанностью к родным и друзьям. При расставаниях обнимаются три раза — один в горе от расставания, второй от радости, что дружба будет продолжаться и третий в надежде на новую встречу. Одним из известных представителей является Гуэрра Дерида, друг Оби-Ван Кеноби

### Фирреррео
Гуманоидная раса с планеты Фиррере. К этой расе принадлежал тёмный джедай лорд Хетрир.

## Х

### Хатты

Хатт Джабба Десийлик Тиуре

Хатты (или «склизни», как их ещё за глаза называют) — раса долгоживущих (до 1000 лет) брюхоногих. Аборигены планеты Варл, но позже обманом захватили другую планету под названием Эвокар, переименовали её в Нал Хутта (в пер. с хаттского — «Сверкающая Драгоценность») стали считать её своим родным домом. Обладают очень высоким интеллектом, но исключительно высокомерные, заносчивые, и корыстолюбивы. Всеми признанные короли преступного мира в Галактике.
Самые известные представители — Джабба Десилийк Тиуре и Дурга Хатт.

## Ц

### Цереане
Цереане населяют планету Церея. Они очень похожи на людей, но средний рост у них примерно 2 метра из-за огромной головы. Когда-то на эту планету прилетела джедай Ан’я Куро. Она обнаружила потенциал у юного Ки-Ади-Мунди и забрала его на Корусант в возрасте 4 лет (других детей забирали в Храм Джедаев раньше, но, несмотря на это, он стал уважаемым рыцарем-джедаем под руководством Магистра Йоды. Ещё одним представителем является юнлинг О-Мер.

### Целегианцы
Целегианцы негуманоидная раса с планеты Целегия, напоминают эллипсоид со свисающими щупальцами. Обладают телекинезом.

## Ч

### Чадра-фаны
Маленькие, похожие на летучих мышей гуманоиды. Их родная планета-Чад. Чадра-фаны имели 7 чувств: зрение, осязание, вкус, слух, обоняние, инфракрасное зрение и хеморецепторное обоняние. Из-за ускореных процессов метаболизма они созревали в очень раннем возрасте.

### Чиссы
Раса гуманоидов из неизведанных регионов. Внешне похожи на людей. Средняя продолжительность жизни около 80 лет, но в возрасте 10 лет чиссы достигают полной возрастной и половой зрелости, что в 2 раза быстрее, чем у людей. Родственная людям раса, происходящая от человеческой колонии, образованной до изобретения гипердрайва. Около 5000 лет до Битвы при Явине Ксилла подверглась обледенению, что заставило колонистов приспособиться к условиям ледникового периода, что и вызвало внешние отличия от людей — иссиня-чёрный окрас волос, синюю кожу и ярко-красные глаза, светящиеся в темноте. Располагают большой предрасположенностью к логическому мышлению и вниманию. Вследствие этого чиссы очень неплохие стратеги и тактики. Свято чтут церемонии, обычаи и иерархию, следуют своей, не всегда понятной, этике и чести, вследствие чего очень строго карают превентивные удары по неподготовленному противнику. Чиссы имеют своё государство в неизведанных регионах, которое железной рукой управляется девятью правящими династиями. Вследствие сложной иерархии и внутренней этики неукоснительно блюдут бюрократические процедуры и не способны оперативно принимать решения государственного уровня.
К расе чиссов принадлежал Гранд Адмирал Империи Синдик Мит’трау’нуруудо, больше известный как Траун.

## Ш
Шада-аббы
В книге «Учитель и ученик» встречался один Шада-абб

### Шиставанены
Шиставанены возникли на планете Ювена-Прайм в системе Ювена. В дополнение к естественной эволюции, вид шиставаненов был сформирован неизвестными генными инженерами. Как и многие волчьи виды, шиставанены имели выраженные морды, острые когти, длинные острые зубы, и заострённые уши, расположенные на верхней части головы. Шиставанены также обладали большими горящими глазами, а также могли бегать на высоких скоростях в течение длительного времени, не уставая, попеременно используя две или четыре конечности. Как хищники, они обладали острым чувством слуха и обоняния, и отличным ночным зрением. Продолжительность жизни составляла около 100 лет.

### Ши’идо
Близкая к людям раса, умеющая изменять внешность. Ши’идо обитают на планете Лао-мон. Они были застенчивы и любопытны, не хотели встречаться с иными расами, особенно на родной планете. Большинство из этого немногочисленного вида были известны как воры, убийцы. Но некоторые Ши’идо не могли устоять перед желанием познания культур и странствий по галактике.
Ши’идо не вступали в контакт с галактическими державами. Они были далеки от политики.
Родная планета Ши’идо Лао-мон была расположена в Неизведанных Регионах. Сами же аборигены называют свою родину Ш’шуун. Они быстро понимали язык находящихся рядом существ.
Ши’идо считали что раса, чей облик они принимают, навсегда останется для них «братьями и сёстрами». Ши’идо, как известно, были застенчивыми и любопытными существами. Они предпочитали избегать столкновения с другими видами, особенно на своей родине. Несмотря на скрытный характер, некоторые ши’идо, особенно преклонного возраста, не могли устоять перед желанием путешествовать по Галактике и изучать другие культуры. Хотя, в связи с их скрытным характером и их природными способностями, они были известны как воры, убийцы и шпионы. Однако, эта раса была, довольно таки немногочисленной.

## Э

### Эш-ха
Разумная и могущественная раса серых гуманоидных, существ неизвестного происхождения. Руки и ноги мускулистые, на ногах по два пальца, на руках по три. На вытянутой голове имеются маленькие чёрные глаза и борода. Из волос у них только борода и волосы на спине. Эш-ха делились на воинов, которые защищали собратьев, чувствительные к Силе учёные и патриархов, патриархи возглавляли общество и принимали решения за всех. Эш-ха очень воинственная раса испытывая ненависть и гнев на любую другую расу, и получали своё собственное имя не с рождения, а с войн. Если Эш-ха хорошо показал себя в бою, то ему даётся имя.
Эш-ха смогли захватить пол галактики с помощью своей жестокости, но некоторые Эш-ха отказывались от решения всего насилием и перешли на дружелюбие и мир.
Вскоре Эш-ха дошли до пределов Бесконечной Империи Ракатанцев, и уничтожив пару их планет началась война. Ракатанцы победили и тысячи Эш-ха были заточена в тюремном комплексе на планете Белсавис, проведя в стазисе тысячи лет. В честь этого Ракатанцы поставили в одной из пещер Хота памятник, в котором было написано местоположения Белсависа.
Вскоре система Белсависа начала разрушаться и Эш-ха смогли выйти из стазиса. Дальше они освобождали своих сородичей и хотели вернуться назад в космос и возобновить свою империю. Когда Эш-ха восстановились они атаковали Империю и Республику.
Были попытки наладить дружеские отношения с Эш-ха, но ничего не удалось.

### Эр’киты
Примитивная раса с планеты Эр’кит (известной своей связью с работорговлей, преступным миром и террористическими группировками вроде Кровавого Рассвета) имеет серую кожу; тонкие, длинные руки и ноги; немного вытянутую форму головы, а также длинные пальцы на руках и при этом совсем короткие на ногах!
Обитают Эр’киты племенами и живут в небольших хижинах . Племена Эр’китов часто враждуют друг с другом и их красный пустынный мир пережил много войн, а также насилия и крови, но при этом Эр’кит всегда оставался в стороне от масштабных галактических войн и конфликтов !

### Эвоки
Раса низкорослых, до 70 см, мохнатых существ, похожих на «медвежат из России». Коренное население луны Эндора (на орбите которого была разрушена вторая Звезда смерти). Эвоки не обладают «продвинутыми» технологиями (однако умеют изготовлять дельтапланы и умело ими пользуются), не обрабатывают металл, обитают в хижинах, которые строят на деревьях. Живут семьями, которые объединяются в племена. Основные занятия — охота, собирательство. Так как их тела покрыты мехом, эвоки не нуждаются в одежде и носят только головные уборы-капюшоны, а также сумочки, которые заменяют им карманы. Оружие — луки и стрелы, копья с каменными наконечниками. Эвоки — очень любопытные, сообразительные и общительные создания, однако горький опыт контактов с имперскими солдатами сделал их пугливыми и осторожными. Тем не менее, если приходится воевать, они сражаются храбро. Мастерски устраивают засады.
Для озвучивания речи эвоков при их первом появлении в саге были отвергнуты искусственные языки, и после неудачных экспериментов с записями на индейских языках были выбраны тибетский и калмыцкий языки, проживающих в районе Сан-Франциско 9 тибетских женщин и одной калмычки.
Упоминаются в фильмах Эвоки, Приключения эвоков, Эвоки: Битва за Эндор, Звёздные войны: Эпизод VI — Возвращение джедая.
Эвоки помогли уничтожить пару клонов и даже взяли штаб на Эндоре вместе с сопротивлением.

## Ю

### Юужань-вонги
Воинственные гуманоиды с планеты Юужань-Тар, находящейся вне Галактики. Питают отвращение ко всем механическим технологиям, поэтому оружие и космические корабли они выращивают из различных животных (этим занимаются члены касты формовщиков). Например, основное оружие юужань-вонгского воина — амфижезл — представляет собой видоизменённую ядовитую змею, а космические корабли выращиваются из йорик-коралла.
В знак поднятия по социальной лестнице юужань-вонги уродуют себе лицо и приращивают себе конечности других существ. Впрочем, это не калечит их, а, наоборот, делает их более ловкими и боеспособными. Ещё одна особенность расы — то, что они не ощущаются через Силу.
Во ходе вторжения в Галактику юужань-вонги едва не уничтожили Новую Республику.
Известные представители: мастер войны Цавонг Ла, Верховный Повелитель Шимрра Джамаане, Оними.

### Ювернцы
Раса рептилий с планеты Ювен. Имели две головы с пятнистой кожей.

### Юззумы
Медведеподобные существа. Обитают на планете Юззу.

## Я

### Яблогиане
Гуманоиды с планеты Нар Канджи. Они отличались лишним весом и красной кожей. Представителем этой расы был Азмориган- криминальный лорд и работорговец.

### Ямрии
Насекомообразная раса, полностью уничтожена Генералом Гривусом. Населяют планету Хак. Выглядят как богомолы ростом 2,5 м.